# Giairo Ermeti
Giairo Ermeti, född 7 april 1981 i Rottofreno, är en professionell tävlingscyklist från Italien. Som 23-åring vann italienaren Lombardiet runt för amatörcyklister.
Giairo Ermeti blev professionell inför säsongen 2005. Han tävlade säsongen 2008-2009 för UCI Professional Continental-stallet Team LPR. När LPR lade ned efter säsongen 2009 blev Giairo Ermeti kontrakterad av det irländska stallet De Rosa-Stac Plastic.

## Början
Som U23-cyklist slutade Giairo Ermeti tvåa på Giro del Casentino och Giro del Mendrisiotto under året 2002. Han slutade trea på U23-tävlingen GP Waregem bakom Hans Dekkers och Eric Baumann innan han vann ett lopp i den schweiziska staden Locarno framför landsmännen Thomas Pezzoli och Claudio Pizzoferrato.
Året därpå vann han etapp 3 av Giro del Friuli Venezia Giulia framför Alessandro Ballan och Guido Balbis. Samma år slutade han trea på de italienska U23-mästerskapen framför Gianluca Moi och Maurizio Biondo. Han slutade också trea på GP Istria 1 framför Boštjan Mervar och Jurgen Van Den Broeck.
Under året 2004 vann Giairo Ermeti de italienska nationsmästerskapens linjelopp för cyklister utan kontrakt framför Alessandro Bertuola och Marco Marzano. Giairo Ermeti slutade tvåa på GP San Giuseppe och trea på Coppa Apollo 17 innan han vann etapp 1 av Volta Ciclista Internacional a Lleida, och slutade på andra plats på tävlingens sjätte etapp bakom amerikanen Shawn Milne. Giairo Ermeti slutade trea på Freccia dei Vini-Memorial Dott. Luigi Raffele innan han vann Giro Internazionale del Valdarno och Lombardiet runt för amatörcyklister.

## Professionell karriär
Det italienska stallet Miche anställde Giairo Ermeti inför säsongen 2005 med anledning av hans resultat under säsongen 2004, dock lyckades han inte göra några större resultat under året 2005. I stället valde Team LPR att anställa honom inför 2006 och under året vann han den schweiziska tävlingen GP Brissago med en sekund framför svensken Fredrik Kessiakoff.
Han lämnade Team LPR efter ett år och fortsatte vidare till det italienska stallet Tenax. Under året vann han individuell förföljelse i de italienska nationsmästerskapen framför Marco Pinotti och Marco Coledan. Ermeti vann nationsmästerskapen i scratch framför, men han tog också, tillsammans med Claudio Cucinotta, Matteo Montaguti och Alessandro De Marchi, guldmedaljen i nationsmästerskapens lagförföljelse på bana.
Giairo Ermeti återvände till Team LPR inför säsongen 2008 och under säsongen deltog han i karriärens första Grand Tour, när han deltog i Giro d'Italia 2008. Under säsongen slutade han tvåa på etapp 4 av Tour of Britain bakom Edvald Boasson Hagen. Även under säsongen 2009 fick Giairo Ermeti deltaga i Giro d'Italia tillsammans med Team LPR, där deras lagkapten Danilo di Luca slutade tvåa. Giairo Ermeti var också med när Team LPR vann lagtempoloppet på Settimana Ciclista Lombarda i slutet av mars 2009.